# Masterboy
Masterboy to niemiecka grupa muzyczna, której założycielami są Tommy Schleh i Enrico Zabler. Założony w 1990 zespół odnosił liczne sukcesy w Europie, Azji, Oceanii i Ameryce Południowej w połowie lat 90. Masterboy jest jedną z najbardziej reprezentatywnych grup energetycznej sceny eurodance lat 90. a ich styl muzyczny rozciągał się od muzyki dance do pop. Od początku powstania zespołu Tommy i Enrico współpracowali z trzema głównymi wokalistkami oraz z Lukasem Cordalisem pseudonim Skywalker, który miał swój udział przy tworzeniu kolejnych kompozycji podczas pracy w studiu nagrań. Ich największe przeboje to „Feel The Heat Of The Night”, „Everybody Needs Somebody”, „I Got To Give It Up”, „Is This The Love”, „Show Me Colours”, „Anybody”.

## Historia zespołu

### Narodziny zespołu i zdobywanie sławy
Tommy i Enrico poznali się przypadkowo latem 1989 w dyskotece Legend w Londynie gdzie Tommy pracował jako DJ. Podczas rozmowy okazało się, że obaj pochodzą z Niemiec, z regionu Badenii-Wirtembergii i mieszkali zaledwie około 15 km od siebie. Podjęli decyzję o współpracy i w styczniu 1990 roku zrealizowali swoje plany i stworzyli grupę, którą nazwali Masterboy. Nazwa wzięła się stąd, że firma stołu mikserskiego, który posiadali miała w swojej nazwie „Master”, a „boy” to chłopak po angielsku. Od razu zabrali się do pracy i jeszcze w tym samym miesiącu wydali pierwszy singel „Dance To The Beat”, który w lipcu dostał się na listy przebojów, na których przebywał przez 16 tygodni z rzędu. Utwór ten został skomponowany specjalnie na otwarcie dyskoteki Kinky i początkowo miał być sprzedawany tylko tam.
Pierwszy singel spowodował, że zdobyli rzesze fanów, którzy domagali się więcej muzyki. Ich dotychczasowe zainteresowania: tenis, squash i szybkie samochody musiały zostać odłożone na bok, gdyż praca nad kolejnym singlem w studiu nagrań zajmowała im dużo czasu. W listopadzie 1990 fani dostali kolejną porcję muzyki bo wtedy ukazał się singel „Shake It Up And Dance”, do którego w grudniu nakręcili teledysk. Również i tym razem singel dostał się na szczyty list przebojów.
W marcu 1991 rozpoczęli pracę nad pierwszym albumem, a w międzyczasie brali udział w niezapomnianych koncertach, pokazach telewizyjnych, transmisjach radiowych i imprezach. Fala fascynacji ich muzyką zalała całą Europę. Latem zespół świętował sukces jaki osiągnęły ich single na listach przebojów. Dostali propozycję od brytyjskiej grupy Pet Shop Boys, która chciała żeby singel „Shake It Up And Dance” został wydany w Anglii przez ich firmę fonograficzną Spaghetti Records. W lipcu 1991 światło dzienne ujrzał trzeci singel „I Need Your Love” a we wrześniu gotowy był ich pierwszy album The Masterboy Family.
Rok 1992 zespół spędził na występach w Niemczech i poza granicami kraju. Szukali również nowego innowacyjnego brzmienia dla zespołu spędzając przy tym mnóstwo czasu za stołami mikserskim przygotowując nowy materiał do wydania. Efektem pracy były single „Keep On Dancing” i „O-oh Noche Del Amor”.
W lipcu 1993 wydali drugi album Feeling Alright, na którym po raz pierwszy można usłyszeć głos Beatrice Obrecht występującej pod pseudonimem Trixi Delgado. Niedługo potem ukazał się pierwszy singel z tego albumu „Fall In Trance”, który natychmiast znalazł się na najwyższych pozycjach list przebojów muzyki dance w takich krajach jak Francja, Anglia, Austria, Włochy i oczywiście Niemcy. Następnym singlem był „Everybody Needs Somebody” wydany w sierpniu 1993 dotarł na 41 miejsce na liście przebojów Top 100. Zajmował również niezłe pozycje na wszystkich europejskich i nie tylko listach przebojów muzyki dance. Dotarł do pierwszej dziesiątki we Francji i Brazylii, do pierwszej dwudziestki w Szwecji, Kanadzie, Austrii, Szwajcarii oraz Izraelu gdzie był na 17 miejscu, a w pierwszej trzydziestce był w pozostałych jedenastu krajach.
W lutym 1994 został wydany singel „I Got To Give It Up”, do którego teledysk został nakręcony w Londynie i który był często pokazywany w stacjach telewizyjnych MTV i VIVA. Kolejnym wielkim przebojem stał się przełomowy singel „Feel The Heat Of The Night” wydany w lipcu 1994, a w sierpniu ukazał się trzeci album Different Dreams. Do września singel „Feel The Heat Of The Night” sprzedał się w Niemczech w ilości ponad 300 000 egzemplarzy co dało mu status złotej płyty. Szturmem wdarł się praktycznie na wszystkie taneczne parkiety Europy. We Francji dostał się na drugie miejsce listy przebojów i pozostawał na nim przez 4 tygodnie, a przez następne 6 tygodni utrzymywał się w pierwszej dziesiątce. Na listy przebojów powrócił w maju 1995 co dało łącznie prawie 8 miesięcy pobytu na listach. To bezprecedensowe osiągnięcie będzie bardzo trudne do powtórzenia przez innego europejskiego wykonawcę muzyki dance.
We wrześniu 1994 rozpoczęli tournée po Niemczech trwające 4 miesiące, podczas którego dali ponad 40 koncertów, a w listopadzie gotowy był kolejny singel „Is This The Love”. Błyskawicznie dostał się do pierwszej dwudziestki list przebojów i pozostawał na niej przez kilka tygodni. W międzyczasie po wydaniu we Francji singli „Feel The Heat Of The Night” oraz „Is This The Love” wybuchła prawdziwa histeria na punkcie zespołu. W marcu 1995 album Different Dreams osiągnął we Francji status złotej płyty i dostał się na 7 miejsce listy przebojów albumów. Na najwyższe pozycje list przebojów dostały się 3 single Masterboy, sprawiając że grupa zdobyła we Francji pierwsze miejsce dla zagranicznego zespołu grającego muzykę dance.
W marcu 1995 rozpoczęli koncertowanie w Brazylii. To co się tam działo przeszło ich najśmielsze oczekiwania. Ich przeboje przebywały na pierwszych miejscach brazylijskich list przebojów przez 4 tygodnie i były emitowane w stacjach radiowych co najmniej 20 razy dziennie. Wystąpili również w roli rozpoczynających dwa brazylijskie festiwale w centrum São Paulo i na plaży Ipanema w Rio de Janeiro, gdzie prawie 70 000 fanów śpiewało razem z nimi i biło brawo podczas ich wystąpienia.

### Przełom w karierze
Grupa przestała odnosić sukcesy, gdy ich charyzmatyczna wokalistka Trixi Delgado odeszła z zespołu w lipcu 1996 r. Jej miejsce zajęła mieszkająca w Niemczech amerykańska wokalistka Linda Rocco, która po raz pierwszy wystąpiła z zespołem w singlu „Mister Feeling”, do którego teledysk nakręcono w południowej Hiszpanii.
We wrześniu 1997 Tommy Schleh stworzył swój solowy projekt, który nazwał Klubbingman i nie miał czasu pracować razem z grupą. W tym czasie pozostali członkowie zespołu zajęli się produkcją dwóch singli dla wykonawcy ukrywającego się pod pseudonimem Dj Phantasma zatytułowanych „Welcome To The Club” i „Revolution”. W styczniu 1998 już bez Tommy’ego wydali singel „Nights Of Broadway”, który był przeróbką starego kawałka. Nagranie było utrzymane w stylu R&B z lekkim wpływem eurodance i odbiegało klimatem od tego co do tej pory tworzyli. Następny singel „Dancing Forever” wydany w sierpniu 1998, mimo że w stylu dance house nadal nie przypominał ich wcześniejszych nagrań.

### Kolejne zmiany w zespole
W czerwcu 1999 Linda opuszcza zespół, a zastępuje ją Annabell Krischak znana również jako Annabell Kay. Po raz pierwszy mogliśmy ją usłyszeć w singlu „Porque Te Vas”, który się ukazał 28 czerwca 1999. Również była to przeróbka starego nagrania, lecz tym razem w starym dobrym stylu.
W sierpniu 2001 r. fanów zespołu zelektryzowała wiadomość, że Trixi Delgado wraca do grupy. Po raz pierwszy w historii muzyki eurodance miała miejsce taka sytuacja, że wokalistka odchodzi z zespołu, rozpoczyna solową karierę, a następnie wraca by dalej współpracować z grupą. Był to powrót w wielkim stylu. Wszyscy fani zespołu byli bardzo zachwyceni mogąc usłyszeć jej głos ponownie w singlu „I Need A Lover Tonight” wydanym 26 września 2002. Trixi występuje również razem z Tommym w jego projekcie Klubbingman a ich singel „Revolution (We Call It)” odniósł niemały sukces w Niemczech.
Tommy Schleh i Enrico Zabler kontynuują współpracę pod nazwą Masterboy, grając na imprezach rave. W 2006 nagrali materiał na kolejny album The US-Album do kupienia tylko w internecie jako pliki muzyczne, który zawiera ich stare nagrania na nowo wykonane przez Lindę Rocco i Freedom Williams.

## Dyskografia

### Albumy
- Masterboy Family (1991)
- Feeling Alright (1993)
- Different Dreams (1994)
- Generation Of Love (1995)
- Colours (1996)
- Best Of Masterboy (2000)
- The Heat Of The Night (2001)
- Greatest Hits Of The 90's & Beyond! (2005)
- The US-Album (2006) dostępny tylko do kupienia przez internet jako pliki muzyczne

### Single
- Dance To The Beat (1990)
- Shake It Up And Dance (1990)
- Cause We Do It Again (1991)
- O-Oh Noche Del Amor (1992)
- Fall In Trance (1993)
- Ride Like The Wind (2001)

#### z Mandy Lee i MC A.T.B
- I Need Your Love (1991)

#### z Trixi Delgado
- Everybody Needs Somebody (1993)
- I Got To Give It Up (1993)
- Feel The Heat Of The Night (1994)
- Is This The Love (1994)
- Different Dreams (1995)
- Megamix (1995)
- Generation Of Love (1995)
- Anybody (Movin’On) (1995)
- Land Of Dreaming (1996)
- Baby Let It Be (1996)
- Feel The Heat 2000 (2000)
- Living On A Video (2001)
- I Need A Lover Tonight (2002)
- Feel The Heat Of The Night 2003 (2003)
- Are You Ready (We Love The 90s) (2018)

#### z Lindą Rocco
- Show Me Colours (1996)
- Mister Feeling (1996)
- Just For You (1997)
- La Ola Hand In Hand (1997)
- Dancin’ Forever (1998)

#### z Annabell Kay
- Porque Te Vas (1999)
- I Like To Like It (2000)